# 함열여자고등학교
함열여자고등학교(咸悅女子高等學校)는 대한민국 전북특별자치도 익산시 함열읍 남당리에 있는 사립 고등학교이다.

## 학교 연혁
- 1964년 7월 18일 : 학교법인 삼성학원 인가
- 1966년 5월 5일 : 초대 김이환 이사장 취임
- 1966년 11월 17일 : 함열여자고등학교 설립인가(3학급)
- 1967년 3월 5일 : 함열여자고등학교 개교
- 1974년 11월 14일 : 함열여자종합고등학교로 명칭변경 인가
- 2001년 9월 1일 : 함열여자고등학교로 교명 변경
- 2010년 8월 26일 : 학칙 변경인가(보통 18, 보건간호 3)
- 2017년 1월 8일 : 제7대 고명희 이사장 취임
- 2018년 12월 30일 : 자율학교 지정(2019.03.01-2022.02.28)
- 2024년 2월 6일 : 제55회 졸업식 81명(졸업생총수 12,127명)
- 2024년 3월 1일 : 제8대 이풍길 교장 취임

## 설치 학과
- 보건간호과
- 7차일반

## 참고 자료
- 함열여자고등학교 - 한국교육학술정보원 학교알리미